# J. García Carrión
J. García Carrión, S.A., más conocido simplemente como García Carrión, es un grupo empresarial multinacional fundado por José García-Carrión en 1890. Es propietario de 19 marcas de vinos, contando algunos de ellos con Denominación de Origen. Una de sus marcas para vinos y zumos es Don Simón. En 2015, se sitúa como la tercera empresa por facturación de Murcia, con 733 millones de euros, superada por Hefame y ElPozo.

## Historia
Esta empresa nació en la localidad de Jumilla, en la Región de Murcia, España, en 1890 con la construcción de una bodega de importantes dimensiones por parte de José García-Carrión —el fundador de la compañía—, para exportar vino a Francia.
La empresa creció hasta ser en los años 2000 la compañía con mayor número de ventas en los mercados de vinos y zumos en España, en la primera bodega de Europa y la quinta del mundo, así como la segunda marca de zumos en Europa. Su actividad comercial se extiende a 145 países de los 5 continentes.
Para lograr este objetivo, García Carrión llevó a cabo inversiones estratégicas que han tenido como consecuencia la implantación de una moderna tecnología en todas sus bodegas. La aplicación de la tecnología a los tradicionales procesos de elaboración y envasado del vino le ha permitido reducir sus costes operativos y logísticos.
En la línea de la mejora tecnológica, en los años 2010 la empresa firmó dos acuerdos con IBM para incrementar en un 60% la producción de vinos y zumos (pasando de 800 a 1.300 millones de litros al año) e, igualmente, acrecentar el porcentaje de las ventas internacionales (de un 40% a un 60%). IBM inició sendos proyectos estructurados para la transformación de los procesos de negocio y de su plataforma tecnológica.

## Marcas de vinos
La marca Señorío de los Llanos era en 2014 la marca de vinos con denominación de origen más vendida, seguida de la marca Pata Negra. Además, Pata Negra ha logrado ser la única marca de vino que dispone de gamas que abarcan siete denominaciones de origen. La marca Vegaverde comercializa vinos blancos y rosados fríos.
Otras marcas de vino de García Carrión son las de Antaño, Castillo San Simón, Don Luciano, Joven Jordán, Marqués de Carrión, Mayor de Castilla, Mayoral, Opera Prima, Solar de la Vega, Viña Arnáiz, Viña del Mar y Cappo. También comercializa el cava Jaume Serra.

### Don Simón

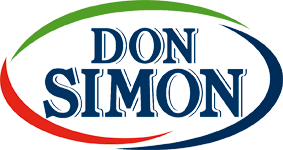
Logo de la marca Don Simón para zumos, horchata y té frío. Vinos de mesa, vinos de mesa de selección y sangría de la marca Don Simón usan el nombre de la marca con un logotipo diferente.

Esta marca nace en el año 1980 con el lanzamiento del primer vino envasado en brik, práctico, económico, de poco peso y con unos costes de producción muy económicos. Esta innovación revolucionó el mercado, a pesar de los rechazos iniciales de sectores tradicionales, y ha ayudado a convertir a Don Simón en el vino español más vendido del mundo. No obstante, la marca Don Simón abarca también otras bebidas, como té frío, gazpacho y zumo.
La empresa se introdujo en el mercado de los zumos en Jumilla en 1995, con la primera planta de exprimido, continuó en Almería con una planta especializada en zumo ecológico, y culminó en Huelva, con una inversión de 120 millones de euros, con un proyecto con 1.500 hectáreas de plantaciones propias y de las explotaciones concertadas a largo plazo con agricultores de la zona.